# Віннер (Південна Дакота)
Віннер (англ. Winner) — місто (англ. city) в США, в окрузі Тріпп штату Південна Дакота. Населення — 2921 особа (2020).

## Географія
Віннер розташований за координатами 43°22′39″ пн. ш. 99°51′18″ зх. д. / 43.37750° пн. ш. 99.85500° зх. д. (43.377469, -99.854909).  За даними Бюро перепису населення США в 2010 році місто мало площу 5,69 км², уся площа — суходіл.

### Клімат
| Клімат : Віннер         | Клімат : Віннер | Клімат : Віннер | Клімат : Віннер | Клімат : Віннер | Клімат : Віннер | Клімат : Віннер | Клімат : Віннер | Клімат : Віннер | Клімат : Віннер | Клімат : Віннер | Клімат : Віннер | Клімат : Віннер | Клімат : Віннер |
| Показник                | Січ.            | Лют.            | Бер.            | Квіт.           | Трав.           | Черв.           | Лип.            | Серп.           | Вер.            | Жовт.           | Лист.           | Груд.           | Рік             |
| Абсолютний максимум, °C | 22,8            | 25,6            | 31,1            | 37,2            | 37,8            | 42,8            | 44,4            | 44,4            | 40,6            | 35,6            | 30,0            | 23,3            | 44,4            |
| Середній максимум, °C   | 1,1             | 3,3             | 8,9             | 15,6            | 21,7            | 27,2            | 31,1            | 30,6            | 25,6            | 17,8            | 8,3             | 1,1             | 16,1            |
| Середній мінімум, °C    | −11,1           | −9,4            | −5              | 1,1             | 8,3             | 13,9            | 17,2            | 15,6            | 10,0            | 2,8             | −3,9            | −10             | 2,5             |
| Абсолютний мінімум, °C  | −32,8           | −32,8           | −27,8           | −13,9           | −6,7            | 1,1             | 4,4             | 3,9             | −4,4            | −14,4           | −24,4           | −33,9           | −33,9           |
| Норма опадів, мм        | 13              | 17              | 39              | 69              | 96              | 99              | 75              | 57              | 57              | 47              | 25              | 15              | 609             |
| ----------------------- | --------------- | --------------- | --------------- | --------------- | --------------- | --------------- | --------------- | --------------- | --------------- | --------------- | --------------- | --------------- | --------------- |
| Джерело:                |                 |                 |                 |                 |                 |                 |                 |                 |                 |                 |                 |                 |                 |

## Демографія
Згідно з переписом 2010 року, у місті мешкало 2897 осіб у 1328 домогосподарствах у складі 717 родин. Густота населення становила 509 осіб/км².  Було 1547 помешкань (272/км²).
Расовий склад населення:
| - 82,1 % — білих - 14,0 % — корінних американців - 0,3 % — азіатів - 0,2 % — чорних або афроамериканців |

До двох чи більше рас належало 3,2 %. Частка іспаномовних становила 1,4 % від усіх жителів.
За віковим діапазоном населення розподілялося таким чином: 21,4 % — особи молодші 18 років, 54,0 % — особи у віці 18—64 років, 24,6 % — особи у віці 65 років та старші. Медіана віку мешканця становила 45,6 року. На 100 осіб жіночої статі у місті припадало 90,2 чоловіків;  на 100 жінок у віці від 18 років та старших — 89,5 чоловіків також старших 18 років.
Середній дохід на одне домашнє господарство  становив 47 313 долари США (медіана — 34 331), а середній дохід на одну сім'ю — 64 759 доларів (медіана — 55 304). Медіана доходів становила 32 703 долари для чоловіків та 30 921 долар для жінок. За межею бідності перебувало 28,6 % осіб, у тому числі 51,7 % дітей у віці до 18 років та 11,6 % осіб у віці 65 років та старших.
Цивільне працевлаштоване населення становило 1458 осіб. Основні галузі зайнятості: освіта, охорона здоров'я та соціальна допомога — 30,0 %, роздрібна торгівля — 16,9 %, будівництво — 11,2 %, сільське господарство, лісництво, риболовля — 7,4 %.